# Manderscheid (Verbandsgemeinde)
Manderscheid é uma Verbandsgemeinde do distrito de Bernkastel-Wittlich, Renânia-Palatinado, Alemanha. A sede é o município de Manderscheid.
A Verbandsgemeinde de Manderscheid consiste nos seguintes municípios:
| 1. Bettenfeld 2. Dierfeld 3. Eckfeld 4. Eisenschmitt 5. Gipperath 6. Greimerath 7. Großlittgen 8. Hasborn 9. Karl 10. Laufeld 11. Manderscheid | 1. Meerfeld 2. Musweiler 3. Niederöfflingen 4. Niederscheidweiler 5. Oberöfflingen 6. Oberscheidweiler 7. Pantenburg 8. Schladt 9. Schwarzenborn 10. Wallscheid |